# Ivan Banović
Ivan Banović (Split, 1. veljače 1984.) je hrvatski nogometni vratar. 
Trenutačno je bez klupskog angažmana. Uz Međimurje igrao je još za Solin i Mosor